# Unió Musical de Llíria
La Unió Musical de Llíria és una societat musical, sense ànim de lucre, fundada el 8 d'octubre de 1903 a Llíria (Camp de Túria).
La Unió té amb diverses agrupacions musicals, com són la Banda Simfònica, pilar fonamental de la societat, la Banda Juvenil, l'Orquestra Simfònica, el Cor Social i la més recent Colla Pastrana de Tabal i Dolçaina. Així mateix, la societat té l'Escola d'Educands i l'Escola de Perfeccionament, instruments fonamentals per a l'educació musical.
El 7 d'octubre de 1976, la Unió va obrir el seu Col·legi d'educació infantil, primària i secundària, que des de 1996 és l'únic Centre Integrat d'Ensenyament Musical (CIEM) finançat de tota la Comunitat Valenciana, un col·legi dins d'una societat musical, en el qual la música està molt present en l'educació, i d'aquesta manera es plasma en les diferents etapes del centre.

## Banda simfònica
Com indica el seu nom la Unió Musical va nàixer com a resultat de la unió de dues bandes anteriorment existents a Llíria des de les primeres dècades del segle xix, evolucionant des de l'amateurisme inicial a la formació actual, amb més de 150 músics, la major part estudiants de música formats a l'Escola d'Educands i al Centre Integrat, així com pels músics professionals que van iniciar la seva formació a la Unió.
La Banda Simfònica és, probablement, l'agrupació musical amateur més guardonada del món.

### Premis nacionals/internacionals
| 1911 | Primer premi Certamen de València | 1928 | Primer premi Certamen de València | 1954 | Primer premi Certamen de València | 1977 | Primer premi Certamen de València                                          |
| 1913 | Segon premi Certamen de València  | 1928 | Primer premi Certamen de Màlaga   | 1955 | Primer premi Certamen de València | 1978 | Primer premi Certamen de València Màxima puntuació                         |
| 1914 | Segon premi Certamen de València  | 1929 | Primer premi Certamen de València | 1956 | Primer premi Certamen de València | 1979 | Primer premi Certamen de València                                          |
| 1915 | Primer premi Certamen de València | 1929 | Segon premi Certamen de Barcelona | 1958 | Primer premi Certamen de València | 1981 | Primer premi Certamen de València                                          |
| 1916 | Segon premi Certamen de València  | 1931 | Primer premi Certamen de València | 1959 | Primer premi Certamen de València | 1982 | Primer premi Certamen de València                                          |
| 1917 | Primer premi Certamen de València | 1935 | Primer premi Certamen de València | 1960 | Primer premi Certamen de València | 1983 | Primer premi Certamen de València                                          |
| 1918 | Segon premi Certamen de València  | 1941 | Primer premi Certamen de València | 1961 | Segon premi Certamen de València | 1985 | Primer premi Certamen de València                                          |
| 1919 | Primer premi Certamen de Bilbao   | 1943 | Primer premi Certamen de Múrica   | 1962 | Primer premi Certamen de Kerkrade. Distinció d'honor. Medalla d'or (concert). Medalla de plata (marxes).Campió Mundial. Bandera de Sant Lambert. | 1986 | Primer premi Certamen Internacional de Bandes de Música Ciutat de València |
| 1919 | Primer premi Certamen de València | 1943 | Primer premi Certamen de València | 1962 | Primer premi Certamen de València | 1988 | Primer premi Certamen de València                                          |
| 1920 | Primer premi Certamen de València | 1944 | Primer premi Certamen de Múrcia   | 1964 | Segon premi Certamen de València | 1990 | Primer premi Certamen de València                                          |
| 1922 | Primer premi Certamen de València | 1944 | Primer premi Certamen de València | 1965 | Segon premi Certamen de València | 1994 | Primer premi Certamen de València                                          |
| 1922 | Segon premi Certamen de Saragossa | 1945 | Segon premi Certamen de València  | 1966 | Primer premi Certamen de València | 1997 | Primer premi Certamen de València. Menció d'honor                          |
| 1922 | Primer premi Certamen de València | 1946 | Primer premi Certamen d'Alacant   | 1966 | Primer premi Certamen de Kerkrade. Medalla d'or (concert). Medalla d'or (marxes)                                                                 | 1998 | Primer premi Certamen de València. Menció d'honor                          |
| 1923 | Primer premi Certamen de Burgos   | 1946 | Primer premi Certamen de València | 1970 | Primer premi Certamen de Kerkrade. Medalla d'or (concert). Medalla d'or (marxes)                                                                 | 2000 | Primer premi Certamen de Valencia. Menció d'honor. Màxima punuació         |
| 1923 | Primer premi Certamen de València | 1948 | Primer premi Certamen de València | 1971 | Segon premi Certamen de València | 2001 | Primer premi Certamen d'Altea. Menció d'honor                              |
| 1924 | Primer premi Certamen de València | 1950 | Primer premi Certamen de València | 1972 | Segon premi Certamen de València | 2003 | Primer premi Certamen de València. Menció d'honor                          |
| 1925 | Primer premi Certamen de València | 1952 | Primer premi Certamen de València | 1974 | Primera medalla d'or Viena. Trofeu de les Nacions                                                                                                | 2004 | Primer premi Certamen d'Altea. Menció d'honor                              |
| 1926 | Primer premi Certamen de València |      |                                   | 1975 | Segon premi Certamen de València | 2011 | Primer premi Certamen Internacional de Bandes de Música Vila d'Altea       |
| 1927 | Segon premi Certamen de València  |      |                                   | 1976 | Primer premi Certamen de València | 2013 | Primer premi Certamen de València                                          |
|      |                                   |      |                                   |      | |      |                                                                            |

(Fins a 1988, el primer premi del Certamen de València equivalia a Menció d'honor)

### Directors titulars
Des de la seua fundació els directors titulars de la Unió Musical de Llíria han sigut:
|           | DIRECTORS                                                          | ANY       | DIRECTORS                        | ANY       | DIRECTORS                        |
| --------- | ------------------------------------------------------------------ | --------- | -------------------------------- | --------- | -------------------------------- |
| 1903-1910 | Francisco de Paula Vives Hernández                                 | 1926      | José Álvarez Cancio              | 1958-1965 | Francisco Luis Villarejo Iñíguez |
| 1910-1912 | Miguel Asensi Martí                                                | 1927-1928 | Eduardo Escobar de Rivas         | 1966-1967 | Carmelo Llorente Ladrero         |
| 1910-1911 | José Borrero (Director sustitut)                                   | 1928-1933 | Manuel López Varela              | 1967-1969 | Francesc Casanovas i Tallardà    |
| 1911      | Juan Ariño                                                         | 1933-1940 | José María Barrachina Enguídanos | 1970-1976 | Vicente Martí Feltrer            |
| 1911      | Francisco de Paula Vives Hernández                                 | 1940-1941 | José María Parejas Machi         | 1976-1986 | Pablo Sánchez Torrella           |
| 1911      | El mestre Carmelet                                                 | 1941-1943 | José María Barrachina Enguídanos | 1986-1991 | Manuel Enguídanos Cotanda        |
| 1912      | Juan Ariño                                                         | 1943      | Mariano Puig Yago                | 1991-1992 | Francisco Cabrelles Romero       |
| 1912      | Jesús Buchó Dupuy                                                  | 1944-1953 | Joan Garcés i Queralt            | 1993-1997 | Rafael Sanz Espert               |
| 1912-1913 | Francisco de Paula Vives Hernández                                 | 1953      | José María Machancoses Esteller  | 1997-2008 | José Miguel Micó Castellano      |
| 1913-1925 | Eduardo Felip Suárez                                               | 1953-1956 | Cándido Sanz Rojas               | 2009-2016 | Enrique Artiga Francés           |
| 1926      | José María Barrachina Enguídanos (Subdirector i director sustitut) | 1957-1958 | Antonio Peinado Ramírez          | 2016-.... | Pablo Marqués Mestre             |

### Directors convidats
A més dels seus directors titulars, la Banda Simfònica ha tingut directors convidats, entre els quals es troben les més prestigioses batutes nacionals i internacionals, com: Ricardo Villa (1928), Emilio Vega (1932), Hans von Benda (1950), Alberto Bolet (1960), Enrique García Asensio (1961, 1994, 2014), José María Franco Gil (1963), Sergiu Celebidache (1965), Eduardo Cifre Gallego (1965 i 1967), Daniel Martínez (1967), Joan Garcés Queralt (1967, 1994), Antoni Ros Marbà (1967, 1994, 2015), José María Cervera Collado (1968,1984), Ramón Corell (1968), Antonio L. García Navarro (1968), Pedro Pirfano Zambrano (1969), Vicente Martí Feltrer (1983), Albert Argudo i Lloret (1984), José Cervera Lloret (1984), Bernardo Adam Ferrero (1993), Francisco Hernández Guirado (1984, 1993), Ismael Campos (1984), Jan Cober (1985), Álvaro Albiach Fernández (1986, 2016), Jose Manuel Palau (1989), Miguel Gorrea Garrigues (1993) Carles Santos Ventura (1991, 1994), Natalia Montañes (1994),José Miguel Ramírez Lozano (1994), Federico Pardo Vielba (1994), Zubin Mehta (1979, 2013), Salvador Brotons i Soler (2016), Dirk de Caluwe (2016), Jose Miguel Rodilla Tortajada (2017).
La Unió Musical de Llíria té entre els seus directors honoraris Juan Collado Calvo, Miguel Asensi Martín, Félix Soler, Emilio Vega, Manuel López Varela, Alberto Bolet, Enrique García Asensio, Juan Altisent Ceardi, Antoni Ros Marbà, Pedro Pírfano Zambrano, Manel Berná, Pablo Sánchez Torrella, Bernardo Adam Ferrero, Carles Santos, Zubin Metha, ....
Entre 1976 i 1982 el Teatre de la Unió es convertí en una de les sales de concerts més importants d'Espanya: hi van actuar les orquestres Nacional d'Espanya i de RTVE, les nacionals d'Hongria i de l'URSS, les simfòniques de Viena, de Londres i de Berlín, la Royal Philarmonic de Londres, la de l'Estat de Utah (EUA), les filarmòniques d'Israel, de Moscou, de Londres, la de la Radiotelevisió Soviètica i la de Polònia. Aquestes orquestres foren dirigides per mestres tan prestigiosos com Carlo Maria Giulini, Sergiu Celebidache, Zubin Mehta, Vladimir Verbitski, Antal Doráti, Maurice Abravanel, Okko Kamu, Jesús López Cobos… També hi actuaren solistes com Narciso Yepes, el pianista Alexis Weissenberg…

## Banda Juvenil
Les arrels de l'actual Banda Juvenil les trobem en 1959, amb la creació, a instàncies del Mestre Villarejo, de la Banda Infantil, formada per 28 músics que no sobrepassaven els nou anys, dirigits per un jove de 15 anys que més tard assumiria la batuta de la Banda Simfònica, Manuel Enguídanos Cotanda. La seua primera actuació va tenir lloc en la festivitat de Sant Josep d'aquest any amb una bonica selecció de pasdobles. Del fet es va donar notícia al diari Las Provincias del dia 31 de maig de 1959.
L'any 1960 va obtenir el Primer Premi al Certamen de Pasdobles de Gandia i el 1964, dirigida pel mestre Francisco Villarejo, es va presentar al Concurs de Bandes Juvenils de València, aconseguint també el Primer Premi.
Les seues actuacions han estat molt nombroses per les ciutats de la Comunitat Valenciana i en diverses parts d'Espanya actuant a València, Barcelona, Mollet del Vallès, Pamplona, Leganés (Madrid), a les ciutats gallegues de Carvallino, Bandeiras, Roser i Salcedo de Casella, a Hellín i Villarrobledo (Albacete), Port Aventura (Tarragona). El 1995 realitza una gira per Extremadura actuant en diverses ciutats i al Festival Internacional de la Serra, celebrat a la localitat de Fregenal de la Serra (Badajoz).
L'any 1996 realitza una gira per la Borgonya francesa a on va actuar en les localitats de Toulousse, Bergerac, Gujan-Mestras i Monpazier repetint i ampliant la gira als anys 1998 i 1999, actuant també al País Basc i a les ciutats franceses d'Amilly i París per actuar en Eurodisney. En 2005 va tornar a realitzar una altra gira per França amb actuacions en Amilly, París i Eurodisney. En 2007 va ser convidada per participar en la Festa Europea de la ciutat francesa d'Amilly. En 2017 va actuar de nou en una desfilada per Eurodisney dins el 25 aniversari del parc temàtic.
L'any 1997 grava un disc compacte per a la companyia suïssa Pro-Music en què interpreta obres i marxes suïsses juntament amb obres valencianes, disc que s'ha distribuït pel mercat europeu. També ha realitzat enregistraments per a la Televisió Valenciana, Canal 9.

### Directors titulars de la Banda Juvenil
El seu primer director titular va ser Manuel Enguídanos Cotanda, a qui posteriorment li van seguir els mestres Francisco Aparici Llopis, Justo Moros Bayo, Enrique Romero Romero, Valeriano Romero Contell, José Luis Laborda Máñez, Federico Pando Vielba, Miguel Porta Lozano i Miguel Castillo, entre d'altres. Actualment el seu director titular és Esteban Espinosa García, músic també de la Banda Simfònica.

## Orquestra
L'Orquestra Simfònica de la Unió Musical de Llíria, va donar el seu primer concert el 26 de juny de l'any 1982, i va commemorar el seu primer aniversari oferint un concert a SM la reina Sofia al Palau de la Zarzuela (28/06/1983). El 1984 ofereix un concert al President del Govern, Felipe González Márquez, en els Jardins del Palau de la Moncloa .
Entre els programes interpretats, cal destacar El Messies de Haendel juntament amb la Soman Fairfield Corale (EUA) o les seues actuacions en el cicle "Sagunt a Escena", promogut per la Generalitat Valenciana, al Palau de la Música de València i Saló de Cristall de l'Ajuntament de València. També cal destacar l'estrena mundial de la Cantata de l'autor Salvador Doménech a la Sala Iturbi del Palau de la Música de València, al costat d'un conjunt coral format per més de cent cinquanta veus, estrena que posteriorment es va tornar a interpretar a causa del seu gran èxit, a l'Auditori de la Ciutat de Torrent. També ha participat en la cloenda dels Campionats d'Europa d'Atletisme en Pista Coberta, celebrats al Velòdrom Lluís Puig de València. Així mateix ha participat en diferents edicions del Festival Internacional per a Joves Orquestres de la Ciutat de València i en el qual anualment se celebra a la localitat alacantina de l'Alfàs del Pi, denominat Mozartmania, així com en nombroses localitats de la Comunitat Valenciana.
Ha fet gires per Espanya, Europa i Amèrica del Sud, entre les quals destaquen la portada a terme a Alemanya l'any 1996, els concerts oferts l'any 1999 al Festival Internacional de Joves Orquestres que organitza la Nayo, celebrats a les ciutats escoceses d'Edimburg i Glasgow, així com la gira efectuada per França durant el mes de juliol de l'any 2001. També cal destacar la gira realitzada a Cuba el 2005 amb dos concerts, a l'Amado Roldan i a la Catedral de “San Francisco”. En Nadal del 2005 va participar al costat de l'Orfeó Universitari de València i la Soprano María José Cifre Llull, interpretant l'obra de John Rutter Magnificat. El maig de 2013 va interpretar un concert amb el cantautor valencià, Pau Alabajos.

### Directors/res titulars de l'Orquestra de la Unió
| DIRECTORS/RES TITULARS ORQUESTRA UNIÓ MUSICAL DE LLÍRIA |                                 |      |                          |
| 1981                                                    | BERNANDO ADAM FERRERO           |      | JORDI BERNÀCER I VALDÉS  |
|                                                         | ENRIQUE ARTIGA FRANCÉS          |      | JOAN PAU HELLÍN CHAPARRO |
|                                                         | FRANCISCO CABRELLES ROMERO      |      | HILARI GARCIA GÀZQUEZ    |
|                                                         | MIGUE ÁNGEL GORREA BAREA        |      | FRANCISCO LLOPIS AGUSTÍ  |
|                                                         | JOSE MIGUEL MICÓ CASTELLANO     |      | ERNESTO VERDEGUER ORTIZ  |
|                                                         | CONSTANTINO MARTÍNEZ ORTS       | 2016 | BEATRIZ FERNÁNDEZ AUCEJO |
|                                                         | ANSELMO ANTONIO VILLAROYA VILAR |      |                          |

## Cor Social
Tal com el coneixem avui en dia, el Cor Social, es va presentar al públic el 22 de març de 1997, sent el seu primer director Miguel Gorrea Garrigues, però cal tenir en compte que a mitjans del segle XX hi va haver a la Unió un quadre escènic que a més de teatre oferia sarsueles cantades en directe, de manera que el cant ja havia format part de les activitats artístiques de la societat..
Des de la seva fundació, ha estat dirigit per Miguel Gorrea Garrigues, Javier Castellano Gomez, Francesc Gamón Olmo i Vivian Gutierrez Abreu que és l'actual directora.

## Teatro-Sala de Concerts-Cine
El juliol de 2015, el nou equip de govern de la Diputació de València, conformat per Coalició Compromís i el Partit Socialista del País Valencià-PSOE, va desbloquejar unes ajudes i unes subvencions pendents de cobrament des de fa anys, com són les gestionades pel Servei de Cooperació Municipal de Restauració de Béns Culturals, el Pla d'Inversions Deportives (PID) i el Pla d'Inversions Culturals (PIC). En aquesta ocasió, el govern provincial va destinar a la Unió uns 40.777,36 euros per a millorar i modernitzar les instal·lacions de projecció, so i enregistrament, així mateix com la senyalització de la sala de concerts.